# Khatiguda
Khatiguda es una ciudad censal situada en el distrito de Nabarangapur en el estado de Odisha (India). Su población es de 6361 habitantes (2011). Se encuentra a 382 km de Bhubaneswar. 

## Demografía
Según el censo de 2011 la población de Khatiguda era de 6361 habitantes, de los cuales 3288 eran hombres y 3073 eran mujeres. Khatiguda tiene una tasa media de alfabetización del 85,11%, superior a la media estatal del 72,87%: la alfabetización masculina es del 92,35%, y la alfabetización femenina del 77,43%.